# 迪维内西亚
迪维内西亚是巴西米纳斯吉拉斯州的一个市镇。总面积118.361平方公里，总人口3276人，人口密度27.7人/平方公里。